# Mananara Nord
Mananara Nord o Mananara Avaratra è un comune rurale (kaominina) del Madagascar nord-orientale.

È il capoluogo del distretto di Mananara Nord, nella regione di Analanjirofo. Ha una popolazione di 30.000 abitanti (stima 2001).

## Economia
Oltre il 50% della popolazione è occupato nell'agricoltura. La coltivazione più importante è quella dei chiodi di garofano, altri prodotti importanti sono il caffè e la vaniglia.  I servizi forniscono lavoro al 40%, la pesca a circa il 10%.

## Infrastrutture e trasporti
La città è sede di un aeroporto civile (codice IATA: WMR), di un porto marittimo e di un porto fluviale.
È attraversata dalla RN 5 che la collega a nord a Maroantsetra e a sud a Toamasina.